# Морок над Інсмутом
«Морок над Інсмутом» (англ. The Shadow over Innsmouth) — містична повість Говарда Лавкрафта, написана в 1931 році. Вперше була опублікована у квітні 1936.
Повість описує відкриття молодим чоловіком в прибережному місті Інсмуті невідомих істот, які нагадують суміш риби та жаби, та їхній зв'язок з його сім'єю.

## Сюжет
Повість починається розповіддю одного чоловіка про масові поліцейські арешти в портовому містечку Інсмут впродовж зими 1927—1928 років. Основною причиною арештів, як зізнається сам оповідач, стало його прохання до влади розібратися в жахливих речах, що відбувалися в містечку, свідком яких він став. Такі заклики, підкріплені практично неймовірними розповідями, справили сильний вплив на уряд, що стало причиною для настільки масштабного розслідування.
Пізніше оповідач зізнається, що довгий час не відкривав цієї таємниці жодній простій людині, але зараз, коли йому належить зробити дуже важливий для себе крок, він повинен зібратися з силами і заново переосмислити все пережите.
Дія переноситься на кілька років в минуле, коли ще тільки недавно досягши повноліття оповідач подорожував фамільними місцями свого роду в Новій Англії. Під час перебування в одному з таких міст він дізнався про таємниче місто Інсмут. Колись це нібито був процвітаючий морський порт, але після закінчення Першої світової війни став занепадати. До того ж у сусідніх містечках стали поширюватися чутки про неймовірні пригоди, які траплялися в місті і на Рифі Диявола неподалік.
Ця історія сильно заінтригувала оповідача, і він вирішив вирушити в Інсмут та пробути там до вечора, попередньо довідавшись якомога більше про містечко. Але з попередніх розпитувань місцевих жителів він майже нічого не дізнався. Провівши багато часу в бібліотеці, він також не знайшов потрібних відомостей, але волею випадку познайомився з місцевим клерком, який рекомендував йому відвідати міський музей, але водночас застеріг оповідача від поїздки до Інсмута. У музеї йому трапився на очі якийсь незрозумілий експонат — прикраса для голови, зроблене, імовірно, Інсмутськими майстрами. Оповідача здивувала незвичайна форма, малопідходяща для людської голови, і вигравіювані невідомі істоти, котрі нагадували суміш риби з жабою.
Наступного ранку, оповідач потрапив до транспорта, у який не хотіла заходити жодна людина, через те, що його водій був яскравим представником типового Інсмутця. Водій був дуже страшний на вигляд. Але головний герой переборов свій страх і сів до автобуса… Потрапивши в Інсмут, він особисто переконався в причинах негативного ставлення людей до жителів Інсмута і можливі причини появи страхітливих чуток про це місце. Більшість людей, які проживали в цьому містечку, мали потворну зовнішність, наче викликану невідомою хворобою, так звану «Інсмутську зовнішність».
Від приїжджого бакалійника він дізнався про дивовижі цього міста: тут дуже не люблять приїжджих і немає будь-яких релігійних організацій, крім «Таємного ордена Дагона», служителі якого здійснюють різні жертвопринесення два рази на рік і регулярно поклоняються невідомим богам. Також бакалійник згадав про вічного п'яницю, 96-річного Зейдока Аллені, який, напившись, готовий був розповісти першому зустрічному все, що він знав про Інсмут. Трохи поблукавши містечком, оповідач таки зустрів Зейдока, який після випитого віскі став дуже говірким. Під час бесіди старий повідав одну історію, в яку молодий чоловік відразу не повірив.
За його словами, один зі знатних жителів міста, капітан Óбед Марш, під час одного зі своїх тихоокеанських плавань виявив полінезійский острів, жителі якого ніколи не мали недостачі ні риби, ні золота. Капітан встановив торгові відносини з племенем, викуповуючи золото за безцінь, проте через деякий час остров'яни були винищені сусідніми племенами. Тоді капітан Марш вирішив дізнатися секрет колишнього процвітання аборигенів. Секрет виявився у зносинах племені з Глибоководними, безсмертними розумними амфібіями. В обмін на людські жертви і можливість спаровування з людьми Глибоководні приганяли рибу і приносили золото. Також діти людей, які злучитися з Глибоководними, в певний період свого життя починали перетворюватися на таких же істот, йшли в море і ставали безсмертними. У 1838 році капітан Óбед Марш знайшов спосіб укласти з Глибоководними угоду на тих же умовах (або, можливо, Глибоководні самі зажадали цього). З того часу в сітях Інсмутських рибалок риба не переводилася ніколи, навіть якщо в сусідніх районах її не було зовсім. Для поклонІня Глибоководним капітан заснував «Таємний орден Дегона (Дагона)», який маскується під місцеву масонську ложу.
Раптово розповідь обірвалося криком Зейдока «Вони нас помітили», після чого він, вказуючи на Риф Диявола, зірвався з місця і втік геть. Оповідач же, звернувши свій погляд на риф, помітив там сонячні відблиски, після чого попрямував в центр міста в надії виїхати з Інсмута вечірнім автобусом. Але, зі слів водія, в автобуса був поламаний двигун, а полагодити його не видавалося можливим раніше ранку. Тому молодик вирішив залишитися на ніч у готелі вельми сумнівної репутації, а вранці якомога швидше виїхати з міста. Повечерявши в ресторані і прикупивши кілька газет у портьє, молодий чоловік вирушив до себе в кімнату. Перед сном він підпер всі двері, що ведуть до його кімнати, балками, і ліг спати.
Через деякий час молодий чоловік прокинувся від скрипу — до його дверей підійшов хтось невідомий і спробував відкрити двері ключем. Незабаром скрип повторився — велика кількість незрозумілих істот оточила кімнату. Герой здійснив спробу втечі, вистрибнувши через вікно, і з великими труднощами йому вдалося відірватися від переслідувачів і вибігти за межу міста.
Пробігаючи біля дороги, оповідач несподівано почув шум натовпу, і відчув запах риби. Сховавшись, він побачив групу напів-риб, напів-жаб, зображення яких бачив у міському музеї. Частина з них була одягнена в темні чернечі сутани, і деякі носили на головах вже знайомі дивні прикраси. Не витримавши напруги, оповідач знепритомнів.
Прийшов до тями він лише вранці, чоловік продовжив шлях в місто, куди дістався до вечора. Весь наступний рік він намагався забути побачене, і з головою занурився у навчання на останньому курсі університету, після закінчення якого поїхав в сім'ю своєї померлої бабусі по материнській лінії.
Якось дід оповідача виявив бажання показати онукові сімейні цінності і відвів його до спеціального банківського сховища. Перед тим як показувати речі бабусі, він попередив, що вони дещо дивні, але оповідач все одно попросив його зробити це. Дід витягнув з коробки деякі речі, серед якої була і та прикраса, яке він бачив у музеї і на одній з рибоподібних істот. Даний факт настільки вразив його, він знепритомнів. На портреті ж бабусі чітко впізнавалися риси «Інсмутської зовнішності».
З цього оповідач зрозумів куди поділася його бабця та чому покінчив з життям його дядько. Він зрозумів, що є прапраправнуком капітана Обеда Марша і що в його жилах тече кров Глибоководних. Через деякий час він і справді став змінюватися фізично, ніби якась хвороба вражала його: «Інсмутські риси» все ясніше і ясніше проступали на обличчі; його стали відвідувати дивні сни про підводний світ; морські глибини з часом все сильніше чимось приваблювали. Переставши боятись, він тепер точно знав, що близький той день, коли він стане однією з безсмертних морських істот, які, як він сподівається, незабаром стануть правити світом.
Повість закінчується тим, що оповідач вирішує визволити свого двоюрідного брата, поміщеного в психіатричну лікарню, і втекти з ним разом в океан до своєї бабусі та решти Глибоководних.

## Вплив

### Екранізації
- Innsmouth Wo Oou Kage (1992) — японська кіноадаптація «Тіні над Інсмутом»[1].
- Дагон (фільм) (2001 рік) — фільм жахів режисера Стюарта Гордона, створений за мотивами повісті.
- Ктулху (фільм) (2007 рік) — знятий у США фільм жахів за мотивами повісті.

### Радіоп'єси
Товариство H. P. Lovecraft Historical Society створило 77-хвилинну радіоп'єсу, адаптацію повісті під назвою «Dark Adventure Radio Theatre: The Shadow over Innsmouth».

### Відеоігри
- В 1995 році в Японії була випущена гра, 3D-шутер, Innsmouth no Yakata для Virtual Boy, заснована на фільмі Insmus wo Oou Kage.
- Значна частина матеріалу повісті склала сюжетну лінію відеогри Call of Cthulhu: Dark Corners of the Earth (2005).
- У грі The Elder Scrolls IV: Oblivion квест «Тінь над Хакдіртом» (англ. A Shadow over Hackdirt) є явним посиланням на повість.

### Музика
- На цю повість група Metallica написала пісню «The Thing That Should Not Be».
- Канадська панк-група Darkest of the Hillside Thickets посилається на повість у своїй пісні «The Innsmouth Look».
- Група Король і Шут написала пісню «Дагон» за цією повістю, яка входить до альбому «Тень Клоуна».

## Цікаві факти
- До 6 листопада 2005 столицею М'янми (Бірми) було місто Янгон, засноване на місці морського поселення Дагон, виникнення якого датується близько 500 н. е.. Це було невелике рибальське село навколо пагоди Шведагон. Шве, місцевою мовою означає «золотий».
- В західносемітській міфології зустрічається бог Дагон.